# Mick McAuley
Mick McAuley is een Ierse bespeler van de diatonische accordeon (of de melodeon, knopaccordeon or "box") en speelt ook concertina, Ierse fluit, tinwhistle, gitaar en is zanger. Hij groeide op in Calan, County Kilkenny, in het zuidoosten van Ierland, en komt uit de bekende muzikale familie McAuley. Hij speelt al van jongs af aan traditionele Ierse muziek. Zijn eerste publieke optreden op vijfjarige leeftijd was op de tin whistle bij de inmiddels overleden Ierse tenor, Frank Patterson.  Mick ging op de leeftijd van negen accordeon spelen en is sindsdien uitgegroeid tot een van de belangrijkste exponenten van dit instrument in de Ierse muziek. 
In zijn tienerjaren beheerst hij diverse andere instrumenten. Later toerde hij uitgebreid door heel Europa bij concerten, diverse culturele festivals als medewerker van familiegroepen en andere ensembles, maar ook als soloartiest. Mick verhuisde naar Londen in 1991 en maakte daar opnames en toerde regelmatig met de in Londen gevestigde Ron. Hij speelde bij Kavana Alias Band en maakte deel uit van The Bucks (met Ron, Terry Woods en piper Paddy Keenan). Hij ging naar huis voor een tijdje in 1994, hij toerde toen met Niamh Parsons en haar groep Loose Connections, Waterford geboren Karan Casey, Paul Brennan (van Clannad), en Eurovisie winnaar Eimear Quinn.   
Daarna in New York tijdens het midden en eind van de jaren negentig waar hij zich met Solas verbond en met hen ging reizen. Eerder maakte accordeonist John Williams uit Chicago deel uit van Solas en speelde mee op hun eerste en tweede album (respectievelijk uitgebracht in 1996 en 1997); toen hij eind jaren negentig met pensioen ging bij Solas, werd Williams vervangen door McAuley als nieuwe accordeonist. Hij sloot zich net op tijd bij de band aan om met hen hun derde album The Words That Remain (Shanachie Records, 1998) op te nemen en is sindsdien een kernlid van die groep. Afgezien van enkele soloprojecten en andere engagementen buiten de band, McAuley was de belangrijkste accordeonist van de band tussen 1998 en 2006.  
In 2003 werd McAuley's eerste soloalbum An Ocean's Breadth uitgebracht. Dat album kreeg lovende recensies en werd door de Washington Post beschouwd als Celtic Album of the Year. Het album bevestigde hem als een van de beste accordeonisten in de Ierse muziek, maar tevens als een van de mooiste en meest unieke zangers in Ierland. 
In 2006 nam Mick een duetalbum met Winifred Horan op getiteld Serenade, dat eveneens goed werd ontvangen door luisteraars en critici, en werd beschreven als ... een klassieker die deel moet uitmaken van de muziekcollectie van iedere Ierse muziekfan

## Discografie
- Just One Wish (2002)
- Ocean Breadth (2003)
- Serenade—met violiste Winifred Horan (2006)

Met Solas:
- The Words That Remain (1998)
- Solas: Live! (1998) - VHS en DVD
- The Hour Before Dawn (2000)
- The Edge of Silence (2002)
- Another Day (2003)
- Waiting For An Echo (2005)
- Reunion (2006) - CD en DVD